# Librista

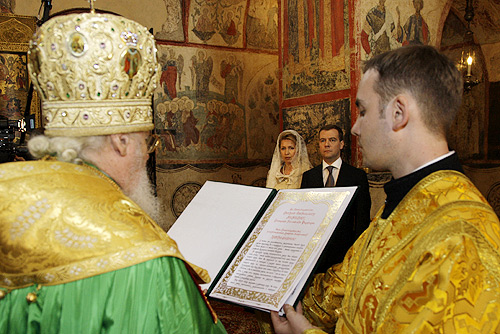
Librista v pravoslavné církvi

Librista neboli misalista je ministrant, který při bohoslužbě přináší, drží a odnáší příslušné liturgické knihy a otevírá je na místě, ze kterého bude celebrant nebo jiný přisluhující číst. Při vstupní modlitbě a modlitbě po přijímání drží librista otevřený misál, aby kněz při čtení modlitby měl volné ruce.